# Tuttosport

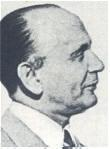
Retrat de Renato Casalbore, fundador del diari.

Tuttosport és un diari esportiu italià fundat el 30 de juliol del 1945 per Renato Casalbore amb dues edicions setmanals inicialment, passant a tres l'any següent i sortint cada dia des del 12 de març del 1951.
És de caràcter nacional, té la seu a Torí i redaccions a Roma, Milà i Gènova. Presenta un total de 28 a 32 pàgines.
Anualment atorga el prestigiós Premi Golden Boy al millor jugador europeu menor de 21 anys.

## Direcció
El seu director actual és Giancarlo Padovan. Els anteriors directors han estat:
- Antonio Ghirelli
- Xavier Jacobelli
- Gianpaolo Ormezzano